# Dražgoše
Dražgoše este o localitate din comuna Železniki, Slovenia, cu o populație de 338 de locuitori.